# Асабулей
Асабулей (абх. Асабулей) или Культубани (груз. კულტუბანი) — село в Абхазии, в Гагрском районе частично признанной Республики Абхазия, согласно административному делению Грузии — в Гагрском муниципалитете Абхазской Автономной Республики. Высота над уровнем моря составляет 100 метров.

## Население
По данным 1959 года в селе Культубани жило 420 человек, в основном армяне и русские. В 1989 году в селе проживало 866 человек, также в основном армяне и русские.

## История
Село Асабулей в начале XX века было переименовано в Культурные Участки, в 1956 году — в Культубани. Вновь в Асабулей переименовано согласно Постановлению ВС Республики Абхазия от 4 декабря 1992 года. По законам Грузии продолжает носить название Культубани.